# Polybe (Corinthe)
Pour les articles homonymes, voir Polybe.
Polybe ou Polybos (en grec ancien : Πόλυβος, Pólybos) est un roi de Corinthe,.
Lui et son épouse, Méropé ou Périboia, deviennent les parents adoptifs d'Œdipe, que des bergers ont découvert abandonné dans la montagne.
Polybe est quelquefois présenté comme roi de Sicyone, la légende d'Œdipe plaçant l'exposition de l'enfant tantôt à Corinthe, tantôt à Sicyone.
Il est aussi le père d'Alcinoé.